# Ilig kagan
Ilig kagan (staroturško 𐰃𐰞𐰞𐰃𐰏𐰴𐰍𐰣, poenostavljeno kitajsko: 颉利可汗; tradicionalno kitajsko: 頡利可汗; pinjin: Jiélì Kèhán), rojen kot Ašina Duobi (阿史那咄苾; Āshǐnà Duōbì), posmrtno Huang, knez Guijija (歸義荒王), je bil četrti in zadnji kagan Vzhodnega turškega kaganata. 

## Poreklo
Ilig kagan je bil sin Jami kagana in njegove žene Poši (婆施). Vzgojil ga je tujuhunski general Hulug Tarkan (胡祿達官). Ko je odrasel, je dobil naslov bagatur šad (莫賀咄設) in bil imenovan za vladarja vzhodnih delov cesarstva. 

## Vladanje
Po smrti starejšega brata Čuluoja se je razglasil za Ilig kagana in se poročil z bratovo vdovo. Kasneje je svojemu nečaku Ašina Šibobiju podelil naslov Tolis kagan in ga mu prepustil svoja nekdanja plemena. Nadaljeval je politiko svojih predhodnikov in podpiral marionetne cesarje Suija.  

## Vdori v cesarstvo Tang
Njegovi prvi stiki s Tangom so bili zelo sovražni. Leta 621 je njegova vojska napadla Fenjin in Ši in aprila prodrla na jug do Janmena. Kot odgovor so na Kitajskem aretirali turški veleposlanike in obratno. Maja so kaganove sile zdrobile sile Tanga, ki jim je poveljeval cesarjev nečak Li Šuliang (李叔良), ki je po enem mesecu umrl zaradi rane s puščico. Napadalce je kasneje odbil general Jang Šidao. 
Vdori Turkov so se nadaljevali. Cesar jih je poskušal zaustaviti s plačevanjem davka in poroko s kitajsko princeso. Kagan je ponudbo sprejel in obe strani sta osvobodili aretirane ambasadorje.   
Napadi so se kmalu znova začeli. Leta 623 je kagan s pomočjo Gao Kaidaa in Liu Heita oblagal Maji (sedanji Šuodžou, Šanši) in ga zavzel. Guverner Majija je ga je kmalu zatem vrnil Tangu v upanju, da se bo poročil s princeso Tanga. Kasnejši Liang Luorenov (梁洛仁) napad so Kitajci odbili. 
Ker so leta 624 napadi postajali vse pogostejši, je Li Šimin obtožil Ašina Šibobija, da je prelomil svoje bratske zaobljube, zaradi česar je Illig kagan postal do njega sumničav.  Kmalu zatem je poskušal doseči mir in na pogajanja poslal svojega nečaka Ašina Šibobija in svojega strica Ašina Simoja.
Leta 625 je kagan napadel prefekturo Ling (靈州, približno sedanji Jinčuan, Ningšia). Cesar Gaozu je proti njemu poslal generala Džang Jina (張瑾), ki je doživel popoln poraz.  
Leta 626, le 19 dni potem, ko je cesar Taizong prevzel prestol, sta bila Šibobi in Ilig v njegovi neposredni bližini in grozila, da ga napadeta. Na pogajanjih, ki so sledila, je cesar obljubil plačevati davek Vzhodnemu turškemu kaganatu, nakar so se Turki umaknili. 

## Državljanska vojna
Leta 627 je skušal od vazalnih plemen zaseči konje, potem ko je vsa njegova živina poginila v snežnih viharjih. Tieleji so sklenili zavezništvo s Tangi in se temu uprli. Cesar Taizong iz dinastije Tang ni izgubljal časa in skupaj s Tieleji in Kitani napadel Ilig kagana, keteremu so že pred tem nasprotovali gokturški generali, ljubosumni na kaganove vplivne sogdijske vezirje.  
Kot odgovor je kagan dal Jukuk šadu na razpolago 100.000 konjenikov za zatiranje uporov. Jukuk šadova vojska je bila v bližini mesta Malie (blizu sodobnega Gansuja) poražena. Kasneje je bilo poraženih še več turških generalov. 
Leta 628 se je uprlo tudi pleme Kumo Ši iz mongolskih step. Ašina Šibobi, guverner vzhodnih delov kaganata, upornih plemen ni uspel premagati, kar je tako razjezilo kagana, da ga je ukazal prebičati in zapreti za deset dni. Cesar Taizong je izkoristil priložnost in Šibobija povabil, naj pobegne v Tang. 

## Konec vladanja
Potem, ko se je več kitanskih plemen predalo Tangu, je Ilig kagan poleti  628 ponudil zamenjavo Liang Šiduja za kitanska plemena. Cesar je ponudbo zavrnil, ker je bil  Liang že tik pred predajo in ker Kitanci niso bili Turki. Vojska cesarja Taizonga pod poveljstvom njegovega svaka Čai Šaoja (柴紹) in generalov Šue Vanjuna (薛萬均), Liu Lančenga (劉蘭成) in Liu Mina je kmalu premagala sile Vzhodnega turškega kaganata in oblegala Šuofang. Ko je v mestu zmanjkalo zalog hrane, je Liang Šidujev bratranec Liang Luoren ubil Liang Šiduja in mesto predal Tangu. 
Okoli novega leta 630, ko so Vzhodni kaganat pretresali notranji nemiri, je kagana napadel Ašina Šibobi (阿史那什鉢苾). Cesar Taizong se je na napad odzval s svojim napadom na Vzhodni kaganat. Njegova vojska je  zavzela pomembno mesto Dingšiang (定襄, v sodobnem Hohhotu). Kagan se je umaknil v Čikou (磧口, v sodobni pokrajini Xilin Gol, Notranja Mongolija). Kitajci so ga nato napadi in premagali večino njegove preostale vojske in ubili njegovo ženo, suijevsko princeso Jičeng. Kagan je pobegnil, vendar sta ga kmalu ujela njegova moža Ašina Suniši (阿史那蘇尼失) in Ašina Nišu (阿史那泥孰) in ga predala generaloma Li Daozongu in Džang Baošiangu (張寶相). 29. marca 630 so ga soočili s cesarjem  Taizongom. Potem ko je naštel svoje zločine proti Tangu, je Taizong bivšemu kaganu prizanesel.

## Kasnejša leta
V poznih letih je nekdanji kagan zbolel. Cesar Taizong ga je postavil za poveljnika in ga leta 632 imenoval za guvernerja prefekture Guó, bogate z jelenjadjo, kar je kagan zavrnil. Umrl je leta 634. Taizong ga je posmrtno imenoval za princa Guijija (歸義王) in ga preimenoval v Huanga (荒). Njegov učitelj Kulug Tarkan je poročal, da si je kagan zaradi žalosti vzel življenje. Cen Venben je dobil naročilo, da mu postavi spomenik. Njegovega groba še niso našli. 

## Družina
Poročen je bil s princeso Jičeng iz Suija (義成公主). Razen nje je imel še veliko drugih žena in najmanj pet otrok.  
- Ašina Dieluodži (阿史那疊羅支) je bil leta 630 skupaj s svojo materjo Li Džing ujet.[6]
- Ašina Jukuk (阿史那欲谷) je bil pred letom 627 vladajoči princ tielejskih plemen. Kasneje je postal kagan Zahodnega turškega kaganata.
- Ašina Poluomen (阿史那婆羅門) je živel med letoma 610 in 651. Bil je general v vojski Dinastije Tang. Njegov grob so našli oktobra 2005 v bližini Šiana.[5]
- Ašina Tegin (阿史那特勤) [5] je bil jabgu (guverner) Vzhodnega turškega kaganata.
- Etmiš beg - Ilteriš kagan je bi ustanovitelj Drugega turškega kaganata. Nekaj znanstvenikov, med njimi Vladimir Sičev, domnevajo, da je istoveten z Ašina Nišufujem.[7]

## Vir
- Lev Gumilev. The Gokturks. Moskva, 1967.

| Ilig kagan Klan AšinaRojen: ni znano Umrl: 634 |                                           |                         |
| Predhodnik: Čulo kagan                         | Kagan Vzhodnega turškega kaganata 620–630 | Naslednik: Čilibi kagan |